# South Belmar
Lake Como és una població dels Estats Units a l'estat de Nova Jersey. Segons el cens del 2007 tenia 1.782 habitants.

## Demografia
Segons el cens del 2000, Lake Como tenia 1.806 habitants, 824 habitatges, i 391 famílies. La densitat de població era de 2.789,2 habitants/km².
Dels 824 habitatges en un 22,9% hi vivien nens de menys de 18 anys, en un 31,3% hi vivien parelles casades, en un 10,8% dones solteres, i en un 52,5% no eren unitats familiars. En el 41,1% dels habitatges hi vivien persones soles el 12,3% de les quals corresponia a persones de 65 anys o més que vivien soles. El nombre mitjà de persones vivint en cada habitatge era de 2,19 i el nombre mitjà de persones que vivien en cada família era de 3,1.
Per edats la població es repartia de la següent manera: un 21,8% tenia menys de 18 anys, un 8,5% entre 18 i 24, un 36,7% entre 25 i 44, un 20,2% de 45 a 60 i un 13% 65 anys o més.
L'edat mediana era de 36 anys. Per cada 100 dones de 18 o més anys hi havia 97,1 homes.
La renda mediana per habitatge era de 47.566 $ i la renda mediana per família de 56.538 $. Els homes tenien una renda mediana de 41.550 $ mentre que les dones 27.708 $. La renda per capita de la població era de 27.111 $. Aproximadament el 4,3% de les famílies i el 7,5% de la població estaven per davall del llindar de pobresa.

## Poblacions més properes
El següent diagrama mostra les poblacions més properes.